# Restavec
Als Restavec (auch: Restavek, vom französischen rester avec, das heißt „bei jemandem bleiben“) werden in Haiti Kindersklaven bezeichnet, die in Haushalten beschäftigt werden.
Arme Familien (vorwiegend vom Land) geben hierbei ihre Kinder, für deren Unterhalt sie nicht aufkommen können, an Verwandte oder wohlhabendere Fremde in der Stadt, wo die Kinder leichte Arbeiten im Haushalt verrichten sollen und ihnen im Gegenzug Nahrung, Unterkunft und manchmal Schulbildung versprochen wird. In der Realität werden jedoch viele Restavecs ausgebeutet und misshandelt, und das Versprechen einer guten Schulbildung, das den Eltern häufig gemacht wird, stellt sich oft als falsch heraus.
Nach Schätzungen von UNICEF gibt es etwa 250.000 Restavecs in Haiti. Hilfsorganisationen bemühen sich, den Restavecs zu helfen, indem sie ihnen etwa ermöglichen, eine bescheidene Ausbildung zu absolvieren. Jean-Robert Cadet veröffentlichte seine Erfahrungen als Restavec 1998 in seinem gleichnamigen Buch. Eine Vorkämpferin gegen die Ausbeutung der Restavecs und für deren Rechte war die belgische Ordensschwester Marthe Vanrompay ICM.